# Sibald
Ne doit pas être confondu avec Sébald de Nuremberg.
Sibald, aussi Sabaudus, plus rarement Sebaldus, est de 600 à 614 ou à 622 environ archevêque de Trèves ; il est considéré comme saint.

## Éléments biographiques
Il a des ascendances germaniques et vient peut-être de Bourgogne. Probablement à l'instigation de la reine Brunehaut, il est nommé archevêque de Trèves. Son existence est attestée par sa participation, en octobre 614, au 5e synode à Paris, juste avant l’édit de Clotaire II qui scelle la reconstitution de l'unité des Royaumes francs sous Clotaire II. Il est mentionné parmi les métropolites du royaume. 
Il est considéré comme saint, fêté le 26 novembre. Au début du XIIe siècle, il est mentionné dans les répertoires des Gesta Treverorum. Baudouin de Luxembourg l'inclut dans son calendrier des fêtes des saints vers 1345.